# Łukasz Boral
Łukasz Boral (ur. 26 września 1984 w Poznaniu) – polski pływak, mistrz Europy juniorów na 200 m stylem klasycznym (2002), specjalista stylu klasycznego.

## Kariera sportowa
Był zawodnikiem Warty Poznań (do 2002), LKS Delfin Połaniec (od 2003), w latach 2003-2007 pływał w barwach drużyny Uniwersytetu Syracuse. Jego największym sukcesem w karierze było mistrzostwo Europy juniorów na 200 m stylem klasycznym w 2002. Na mistrzostwach Polski seniorów na basenie 50-metrowym zdobył 4 złote medale (100 m stylem klasycznym - 2003 (ex aequo z Markiem Małopolskim), 200 m stylem klasycznym (2002, 2003, 2004 - ostatni tytuł ex aequo ze Sławomirem Kuczką). W 2002 i 2004 był także wicemistrzem Polski na basenie 50-metrowym na dystansie 100 m stylem klasycznym.